# 孔德萨新镇
孔德萨新镇，是西班牙卡斯蒂利亚-莱昂巴利亚多利德省的一个市镇。总面积11平方公里，2001年普查總人口數為41人，人口密度為每平方公里4人。